# Ивановка (Москаленский район)
Ива́новка — деревня в Москаленском районе Омской области России. Административный центр Ивановского сельского поселения.
Население — 795 (2010)

## География
Деревня расположена в лесостепи в пределах Ишимской равнины, относящейся к Западно-Сибирской равнине, у болота Башкирского. В окрестностях распространены берёзовые и берёзово-осиновые колки. Почвы — чернозёмы языковатые обыкновенные. Высота центра населённого пункта — 115 метров над уровнем моря.
По автомобильным дорогам расстояние до районного центра посёлка Москаленки — 27 км, до областного центра города Омск — 93 км. Ближайшая железнодорожная станция расположена в посёлке Москаленки.
Климат
Климат умеренный континентальный (согласно классификации климатов Кёппена-Гейгера — тип Dfb). Среднегодовая температура положительная и составляет +1,1 °С, средняя температура самого холодного месяца января −17,7 °C, самого жаркого месяца июля +19,3 °С. Многолетняя норма осадков — 388 мм, наибольшее количество осадков выпадает в июле — 64 мм, наименьшее в марте — 13 мм
Часовой пояс
Ивановка, как и вся Омская область, находится в часовой зоне МСК+3. Смещение применяемого времени относительно UTC составляет +6:00.

## История
Основана в 1860 году. Первые поселенцы прибыли Рязанской, Полтавской и других губерний. Поселение в основном состояло из ссыльных. Семьи у поселенцев были большие: по двадцать и более человек. Новосёлы вырубали лес, делили между семьями земельные участки, которые называли займищами. Вокруг деревни существовала двухкилометровая заповедная зона. Рубить деревья в ней запрещалось.
В 1907 году в Ивановке насчитывалось 84 дома. Картофель сажали в поле. Там же выделяли участки под пшеницу, ячмень, овёс. Приусадебные участки появились позже, где-то в 1908 году, когда приехали крестьяне из Симферопольской губернии.
В 1914 году открыто начальное народное сельское училище. В 1938 году школа стала семилетней, в 1962 году — восьмилетней, в 1983 году — средней.
В 1931 году был организован колхоз «Искра». Посевная площадь колхоза составляла 600 гектаров. В 1934 году колхоз приобрёл грузовую машину.

## Население
| 1926 | 2010 |
| ---- | ---- |
| 792  | ↗795 |

Гендерный состав
По данным Всероссийской переписи населения 2010 года в гендерной структуре населения из 795 человек мужчин — 383, женщин — 412	(48,2 и 51,8 % соответственно)
Национальный состав
Согласно результатам переписи 2002 года, в национальной структуре населения русские составляли 74 % от общей численности населения в 770 чел. .